# Mystacialvibrisse
Als Mystacialvibrissen werden steife Sinneshaare bezeichnet, die sich bei verschiedenen Säugetieren im Bereich um Mund und Nase befinden. Besonders auffällig sind diese bei Hasenartigen, wo sie als Hasenbart bezeichnet werden, sowie bei Nagetieren. Bei Katzen und anderen Raubtieren werden sie gemeinhin als Schnurrhaare bezeichnet.

## Funktion
Die Mystacialvibrissen stellen gemeinsam mit anderen Fühlborsten, etwa den Superciliarvibrissen im Augenbereich, hocheffektive Sinnesorgane dar, die vor allem Berührungen wahrnehmen können.